# 潘杰寧
潘杰寧（英語：Kelena Poon Kit Ning，1985年11月2日—），香港藝人、客席講師、心理輔導師。

## 簡歷
潘杰寧生於香港，籍貫廣東寶安。她在中學時期就讀文科，於2002年的香港中學會考考獲22分，2004年香港高級程度會考中國語文及文化科考獲A級成績，並畢業於傳統名校嘉諾撒聖瑪利書院。在她完成中學的預科課程之後，就讀香港大學社會科學學院，主修心理學並繼續她的學業。
2007年參加香港有線電視「我要成名」的比賽後加入有線電視，擔任有線集團旗下之驕陽電影的藝人。加入有線後隨即開始主持旅遊節目《活得很滋味》，同時亦有在有線電視旗下的體育頻道主播，主持體育節目《體育王》、《足球達人》，和娛樂節目《Neway 娛樂排行榜》。此外，亦在教育電視節目中擔任節目主持。
在她加入有線電視之後，她獲安排在飲食節目《味力昭人》中擔任主持谷德昭的三位女助手之一。她那可愛活潑和清純的鄰家女孩的外形是三位女助手之中較為獲得觀眾注意的一個。而她的著名演出作品是旅遊節目《活得很滋味》。藉著開懷的度假心情和生動活潑的表達方式，令觀眾對她留下印象，亦因此有「動之旅人」和「得意妹」的稱號。她可愛活潑、陽光百變、生動有趣的風格和形象，亦成為往後她主持節目的風格路線。
2011年黃翠如回歸有線後，潘杰寧在有線網誌的個人網頁仍在，但娛樂台藝人部落格女藝人連結已被移除，轉為集中於主持體育節目方面。她除了獲安排擔任《體育王》和《足球達人》的常任主持外；在南非世界杯期間亦獲安排主持工作——擔任世界盃賽事精華節目《有線一台世界盃》節目主持、世界盃賽事客席賽事評述、明報報章南非世界盃專欄作者和忽然一週專欄作者。而除了主播和主持工作外，她也是Zap models模特兒公司旗下的一名女模特兒。
2011年底潘杰寧加入香港著名模特兒公司Jam Cast，並且參與電影《開心魔法》，與吴千语、陈嘉宝等組成新一代開心少女組。
2012年8月，潘杰寧作為一名OL正式加入慈善機構仁人家園工作。
2013年10月，潘杰寧前往英國展開工作假期。
2015年，潘杰寧回港並繼續幕前工作。近年也成為了一名專業心理輔導師。
2019年，她與交往多年的圈外男友結婚，不過，2023年4月，她承認去年已離婚。

## 電視節目

### 有線電視
- 線動真音樂（2007年）
- 有線娛樂新聞台
- 味力昭人（2008年）
- 活得很滋味（2007年－2009年）
- 神探CSI（2009年，嘉賓）
- Johnny be good（2009年－2010年）
- 維也納的12夜（2009年6月14日-7月5日）
- 關島的12夜（2010年1月3日-17日）
- Budweiser 潮飲潮食好去處（2009年－2010年）
- 操控者（2010年，嘉賓）
- 體育王（2009年－待查）
- Neway娛樂排行榜（2009年－待查）
- 嚐·回味（2010年－2011年）
- 有線一台世界盃（2010年）
- 我要結婚（2010年）
- 足球達人（2010年－待查）

### Now 101台
- 煮角（2012年4月14日）

### 亞洲電視本港台
- 漫遊百科（2013年6月25日-待查，港台製作）

### 香港電台電視部
- 手語隨想曲（2012年1月8日）

### 港台電視31
- 自在8點半（2017年－至今）
- 上網問功課 同行抗疫（2020年）

### ViuTV
- 世界盃稀客（2018年）
- Good Night Show 全民睇波派對（2018年）
- 萬遊攻略（2020年）
- 索女人妻ichi烹（2020年）
- 90分鐘狂熱倒數（2022年）
- 晚吹 - 一車女人（2023年）

### 喱騷
- 衝衝煮 (第五集)

### 另類演出
由於其主持風格生動風趣、可愛活潑，因此她於節目《活得很滋味》中經常有另類演出；當中可分為角色扮演和歌唱，讓觀眾能夠加深了解節目所介紹的各國旅遊景點、各地特色、商品美食、主題相關物品或地方。

#### 角色扮演
- 滅脂消防員 -（本地專題飲食系列）
- 日本武士 -（日本北海道小樽旅遊特輯）
- 白雪公主 -（本地專題飲食系列 - 極級濃味情報）
- 記者 -（本地專題飲食系列 - 極級濃味情報）、（芬蘭旅遊特輯）
- 芬蘭古代售貨員 -（芬蘭旅遊特輯）
- 特技效果：噴火 -（本地專題飲食系列 - 極級濃味火辣情報）
- 愛情小說作家 - （本地專題飲食系列 - 極級濃味情報）
- 神探伽琍略 - （本地專題飲食系列 - 極級濃味情報）

#### 歌唱
- 《誰願放手》–陳慧琳 (日本北海道二世古旅遊特輯)
- 《幸福摩天輪》–陳奕迅（日本北海道小樽旅遊特輯）
- 《甜蜜蜜》–鄧麗君（日本北海道小樽旅遊特輯）
- 《天黑黑》–孫燕姿（日本北海道小樽旅遊特輯）
- 《笑笑》- 潘杰寧（韓國首爾旅遊特輯）

## 電影
- 2009年：《家有囍事2009》 飾 女侍應（客串）
- 2011年：《開心魔法》飾 沙拉
- 2012年：《八星抱喜》
- 2018年：《起底组》

## 廣告
- 別府拉麵[7]
- 實惠儲存迷你倉
- 獅王潔白牙膏[8]
- Panasonic「變頻式」前置式斜桶洗衣機[9]
- 有線世界盃宣傳廣告
- 利嘉閣[10]
- gratus By NeoDerm AI醫學美容護膚平台

## 軼事
她於2007年加入有線電視之前，她的英文名稱為「Kitty Poon」。但後來為了能夠易於在她大學畢業後可以找到工作，於是她改名為「Kelena Poon」並沿用至今。此外，她亦在被輯錄成書的飲食節目《嚐·回味》的同名書籍中題序。
由於長期擔任體育節目《體育王》的關係，因此亦有「杰寧公主」的綽號。

## 外部連結
- 潘杰寧 （页面存档备份，存于）的Yahoo! BLOG
- Kelena 杰寧 - 從【工作假期】和【狗狗】說起
- 潘杰寧的新浪微博
- Zap models網頁潘杰寧簡介
- Kelena Poon Facebook fans group[永久]
- Budweiser 潮飲潮食好去處- 網上重溫 （页面存档备份，存于）
- 潘杰寧在香港影庫上的簡介
- 潘杰寧的Instagram帳戶